# Pihovec
Pihovec falu Horvátországban, Varasd megyében. Közigazgatásilag Jalžabethez tartozik.

## Fekvése
Varasdtól 12 km-re délkeletre, községközpontjától 3 km-re délnyugatra fekszik.

## Története
1857-ben 53, 1910-ben 96 lakosa volt. 
1920-ig  Varasd vármegye Varasdi járásához tartozott, majd a Szerb-Horvát Királyság része lett. 2001-ben a falunak 13 háza és 36 lakosa volt.

## Külső hivatkozások
- A község hivatalos oldala